# Carlo De Angelis
Carlo De Angelis (Formia, 10 gennaio 1996) è un pallavolista italiano, libero del Tricolore.

## Carriera
Inizia la sua carriera sportiva nella Trentino Volley, con la quale inizia la trafila delle formazioni giovanili all'età di 13 anni. Resta nel settore giovanile della formazione trentina fino al 2015, partecipando ai campionati di serie D, serie C, serie B2 e serie B1 e vincendo 2 Junior League (2014, 2015), 2 campionati italiani under-19 (2014, 2015), 1 campionato italiano under-17 (2013), 2 campionati italiani under-16 (2012 e 2011), 1 Boy League (2010) e 2 Trofei delle Regioni, uno nella pallavolo indoor (2012) e uno nel beach volley (2013).
Nel 2015 viene inserito in prima squadra, esordendo in Superlega il 28 ottobre contro il Volley Milano. Nella stagione successiva viene ceduto in prestito alla Olimpia Bergamo, disputando il campionato di Serie A2. Nell'annata 2017-18 ritorna nella massima serie, giocando con continuità nella Top Volley Latina, rientrando quindi a Trento come vice di Jenia Grebennikov per il campionato seguente, dove si aggiudica il campionato mondiale per club 2018, la Coppa CEV e la Supercoppa italiana 2021.
Nella stagione 2022-23 si accasa al Prata, neopromossa in Serie A2: resta legato alla formazione friulana per due annate, trasferendosi nella stagione 2024-25 al Tricolore, ancora in serie cadetta.

## Palmarès

### Club
- Supercoppa italiana: 1

2021
- Campionato mondiale per club: 1

2018
- Coppa CEV: 1

2018-19